# Obacunone
L'obacunone (n. f.) est un composé organique et un limonoïde, famille de composés phytochimiques du type tétranortriterpène. C'est un composé naturel trouvé dans les fruits du genre Citrus (agrumes) qui a montré diverses activités biologiques dont des propriétés anti-cancéreuses et anti-inflammatoire. Elle a une activité inhibitrice significative sur l'activité d'enzymes aromatases et est aussi un activateur de Nrf2.